# Liste der Kulturdenkmäler in Graach an der Mosel
In der Liste der Kulturdenkmäler in Graach an der Mosel sind alle Kulturdenkmäler der rheinland-pfälzischen Ortsgemeinde Graach an der Mosel aufgeführt. Grundlage ist die Denkmalliste des Landes Rheinland-Pfalz (Stand: 10. August 2023).

## Einzeldenkmäler
| Bezeichnung                                | Lage                                                                | Baujahr                   | Beschreibung | Bild                                    |
| ------------------------------------------ | ------------------------------------------------------------------- | ------------------------- | --- | --------------------------------------- |
| Josephshof                                 | Hauptstraße 2 Lage                                                  | 1672                      | Massivbau über tiefen gewölbten Kellern, Kapellenanbau, bezeichnet 1672 und 1712                                       | weitere Bilder Fotos hochladen          |
| Wohnhaus                                   | Hauptstraße 39 Lage                                                 | 1809                      | Fachwerkhaus, teilweise massiv oder verschiefert, bezeichnet 1809, Zierfachwerk wohl aus dem 17. Jahrhundert           | BW                                      |
| Wohnhaus                                   | Hauptstraße 52 Lage                                                 | 1737                      | Fachwerkhaus, teilweise massiv, bezeichnet 1737, Maskenkonsolen bezeichnet 1561 und 1777                               | BW                                      |
| Portal                                     | Hauptstraße, an Nr. 55 Lage                                         | 1585                      | spätgotischer Oberlichteingang, bezeichnet 1585                                                                        | BW                                      |
| Katholische Pfarrkirche St. Simon und Juda | Hauptstraße 59 Lage                                                 | um 1500                   | zweischiffige Halle, um 1500, Erweiterung durch neugotische Stufenhalle, Westturm von 1601; Bildstock, bezeichnet 1648 | weitere Bilder Fotos hochladen          |
| Frühmessnerhaus                            | Hauptstraße 65 Lage                                                 | 1888                      | villenartiger Schieferbau, Neurenaissance, bezeichnet 1888                                                             | BW                                      |
| Wegekreuz                                  | Hauptstraße, bei Nr. 77 Lage                                        | 18. Jahrhundert           | Schaftkreuz, wohl aus dem 18. Jahrhundert                                                                              | BW                                      |
| Wohnhaus                                   | Hauptstraße 79 Lage                                                 | 1826                      | Fachwerkhaus, teilweise Bruchstein, bezeichnet 1826, Zierfachwerk, bezeichnet 1708                                     | BW                                      |
| Weingut                                    | Hauptstraße 90/92 Lage                                              | 1867                      | fünfachsiger spätklassizistischer Bruchsteinbau, bezeichnet 1867, erweitert 1874                                       | Fotos hochladen                         |
| Portal                                     | Hauptstraße, an Nr. 126 Lage                                        | 1615                      | Spätrenaissanceportal, bezeichnet 1615 (?)                                                                             | Fotos hochladen                         |
| Wohnhaus                                   | Kirchstraße 8 Lage                                                  |                           | Fachwerkhaus, teilweise massiv                                                                                         | BW                                      |
| Mattheiserhof                              | Kirchstraße 11 Lage                                                 | 1723                      | ehemaliger Hof der Abtei St. Matthias in Trier; Zweiflügelbau, 1723, als dritter Flügel das katholische Pfarrhaus      | weitere Bilder Fotos hochladen          |
| Zehnthof                                   | Weingartenstraße 11/11a Lage                                        | Ende des 18. Jahrhunderts | ehemaliger Zehnthof; Walmdachbau, wohl vom Ende des 18. Jahrhunderts                                                   | BW                                      |
| Winzerhof                                  | Weingartenstraße 13 Lage                                            | 1748                      | Winzerhofanlage; Krüppelwalmdachbau, Wirtschaftsgebäude, bezeichnet 1748                                               | BW                                      |
| Kreuzweg                                   | nördlich des Ortes an der K 73 Lage                                 | 1877                      | 14 neugotische Stationsbilder, teilweise bezeichnet 1877                                                               | BW                                      |
| Schunken-Heiligenhäuschen                  | nördlich des Ortes an der K 73 Lage                                 | 1707                      | Wegekapelle; Putzbau, Zeltdach, bezeichnet 1707 und 1893 (Renovierung)                                                 | BW                                      |
| Wegekreuz                                  | südöstlich des Ortes am alten Weg nach Bernkastel in den Weinbergen | 1704                      | barocker Kreuzigungsbildstock, bezeichnet 1704                                                                         | Direkt Bild zu diesem Denkmal hochladen |

## Ehemalige Kulturdenkmäler
| Bezeichnung | Lage                    | Baujahr         | Beschreibung                                                | Bild |
| ----------- | ----------------------- | --------------- | ----------------------------------------------------------- | ---- |
| Wohnhaus    | Weingartenstraße 2 Lage | 18. Jahrhundert | winkelförmiger Mansarddachbau, 18. Jahrhundert; abgebrochen | BW   |